# 古多维斯孔蒂
古多维斯孔蒂（義大利語：Gudo Visconti），是意大利米兰省的一个市镇。总面积5平方公里，人口1714人，人口密度342.8人/平方公里（2009年）。国家统计（ISTAT）代码为015112。